# Dittatori del Novecento
Dittatori del Novecento (Evolution of Evil) è una serie documentaristica anglo-tedesca, prodotta da World Media Rights e ZDF Enterprises nel 2015, nell'originale narrata dall'attore britannico Alisdair Simpson.

## Trama
La biografia e la storia della conquista del potere da parte dei principali tiranni del Novecento, ricostruendo, grazie all'aiuto di storici e psicologi, le loro sanguinarie azioni perpetrate al fine di mantenere il dominio sulla loro nazione.

## Episodi
| Stagione       | Episodi | Prima TV originale | Prima TV Italia |
| -------------- | ------- | ------------------ | --------------- |
| Prima stagione | 10      | 2015               | 2020            |

## Distribuzione
La serie è stata distribuita su Discovery Channel e ZDF dal 16 luglio al 17 settembre 2015.
In Italia la serie è stata trasmessa dal 10 ottobre 2020 sul canale digitale terrestre Focus, con un diverso ordine di trasmissione degli episodi rispetto l'originale. Il doppiaggio italiano è stato curato dalla Video Sound Service, a cura di Paola Curcio, con direzione del doppiaggio di Elena Pascucci e dialoghi italiani di Francesco Ricchi, con la narrazione affidata a Massimo De Ambrosis.
In Italia il sesto episodio della serie è disponibile sul catalogo della piattaforma TIMVISION.